# Fanny Krausz
Fanny Luisa Krausz (* 1990 in Wien) ist eine österreichisch-deutsche Schauspielerin.

## Leben
Krausz erhielt seit ihrem zehnten Lebensjahr Tanzunterricht, u. a. an der Tanzwerkstatt Wien (2000–2009) und in der Tanzschule Rueff (2008–2009). Von 2004 bis 2005 nahm sie klassischen Gesangsunterricht an der Musikschule Wien-Alsergrund. Sie absolvierte von September 2010 bis Juli 2014 ihre Schauspielausbildung an der Bayerischen Theaterakademie August Everding in München. 2013 war sie Stipendiatin des Deutschen Bühnenvereins.
Sie wirkte seit 2007 in verschiedenen Theaterproduktionen mit, so in der Spielzeit 2012/2013 am Metropoltheater München. In der Spielzeit 2014/2015 war sie als Gast am Wiener Volkstheater, engagiert. Sie trat dort als Chorführerin in Die Vögel (Regie: Thomas Schulte-Michels) und als Eugenie in der Komödie Floh im Ohr (Regie: Stephan Müller) von Georges Feydeau auf.
Als Mädchen wirkte sie in einer Mini-Rolle in der Filmbiografie Marlene (2000) mit. Seit 2008 spielte sie in verschiedenen Fernseh-Produktionen wie Vier Frauen und ein Todesfall (2010), Der Winzerkönig (2010), Schnell ermittelt (2013) und SOKO Donau (2014, als Kommune-Bewohnerin Mia, an der Seite von Christoph von Friedl). 
Nebenrollen hatte sie in dem Fernsehfilm Die Spätzünder (2010) und als Vroni in dem Zweiteiler Aufschneider (2010). In dem deutschen Kinofilm Ludwig II. (2012), der im Dezember 2012 in die bundesdeutschen Kinos kam, war sie in der Rolle der Frieda zu sehen. In dem Kinofilm Blutsbrüder teilen alles (2012), einer Geschichte über die Freundschaft zweier Jungen während des Zweiten Weltkriegs, verkörperte sie die junge Rosa, die die beiden Freunde und „Blutsbrüder“ Ferry und Alex (Johannes Nussbaum, Lorenz Willkomm) in die Geheimnisse der körperlichen Liebe einweiht. In dem Kinofilm Der Teufelsgeiger (2013), einem Film über den Geiger und Komponisten Niccolò Paganini, hatte sie eine Nebenrolle als Marie. 
In der Fernsehkomödie Schluss! Aus! Amen! (Erstausstrahlung: September 2014), in dem Saskia Vester, Heinz-Josef Braun, Franz Xaver Brückner und Gertrud Roll ihre Partner waren, spielte sie Caroline, die erwachsene, schwangere Tochter des Elternpaars, die nach dem Tod der Großmutter auf den elterlichen Hof zurückkehren will.
Im Tatort: Weihnachtsgeld des Saarländischen Rundfunks (Erstausstrahlung: Dezember 2014) spielte sie die hochschwangere Sizilianerin Maria. In dem TV-Film Ein Sommer im Burgenland (2015), der in Deutschland im Rahmen der ZDF-„Herzkino“-Reihe ausgestrahlt wurde, war sie als hochschwangere Schwiegertochter in spe Nina an der Seite von Hannelore Elsner zu sehen. In der Fernsehserie Der Bergdoktor (Erstausstrahlung: Februar 2016) spielte sie die junge, an Mukoviszidose leidende Patientin Lisa Lehnhoff, die in der Beziehung zu dem jungen, ebenfalls schwerkranken David Richter (Jonathan Berlin) neuen Lebensmut schöpft. In der vom ORF und dem ZDF produzierten Krimireihe Die Toten von Salzburg spielt sie seit 2016, an der Seite von Florian Teichtmeister (Folgen 1–8) und Michael Fitz, die zum Ermittlerteam gehörende  Bezirksinspektorin (ab Folge 10 als Leitende Ermittlerin) Irene Russmeyer.
In der österreichischen Krimiserie SOKO Kitzbühel war sie im April 2017 in einer Episodenhauptrolle zu sehen; sie spielte Anita Kaltenthaler, die Lebensgefährtin eines Workaholics, die unter Tatverdacht gerät. Die Erstausstrahlung in Deutschland erfolgte im Oktober 2017. In der TV-Komödie Hochzeitsstrudel und Zwetschgenglück, die im November 2020 auf dem Sendeplatz Endlich Freitag im Ersten erstausgestrahlt wurde, spielte Fanny Krausz an der Seite von Daniel Gawlowski die Münchner „Strudelbäckerin“ Hanna, die gemeinsam mit ihrem Kindheitsfreund und vermeintlichen Cousin Max einen Bauernhof in Niederbayern erbt.
Krausz lebt in Wien. Sie besitzt neben der österreichischen auch die deutsche Staatsangehörigkeit. Ihr Vater ist der Filmproduzent Danny Krausz.

## Filmografie (Auswahl)
- 2000: Marlene (Kinofilm)
- 2010: Die Spätzünder (Fernsehfilm)
- 2010: Vier Frauen und ein Todesfall (Fernsehserie; Folge: Totalschaden)
- 2010: Aufschneider (Fernsehfilm)
- 2010: Der Winzerkönig (Fernsehserie; Folge: Zukunftspläne)
- 2012: Ludwig II. (Kinofilm)
- 2012: Blutsbrüder teilen alles (Kinofilm)
- 2013: Der Teufelsgeiger (Kinofilm)
- 2013: Schnell ermittelt (Fernsehserie; Folge: Erinnern)
- 2014: Schluss! Aus! Amen! (Fernsehfilm)
- 2014: SOKO Wien (Fernsehserie; Folge: Perfekte Welt)
- 2014: Tatort: Weihnachtsgeld (Fernsehfilm)
- 2015: Ein Sommer im Burgenland (Fernsehfilm)
- 2015: Dämmerung über Burma (Fernsehfilm)
- 2016: Der Bergdoktor (Fernsehserie; Folge: Die Zeit, die bleibt)
- seit 2016: Die Toten von Salzburg (Fernsehreihe) 
  - 2016: Die Toten von Salzburg
  - 2018: Zeugenmord
  - 2018: Königsmord
  - 2019: Mordwasser
  - 2019: Wolf im Schafspelz
  - 2021: Schwanengesang
  - 2021: Treibgut
  - 2021: Vergeltung
  - 2022: Schattenspiel
  - 2024: Süßes Gift
  - 2025: Mord in bester Lage
- 2016: Wenn es Liebe ist (Fernsehfilm)
- 2016: Kästner und der kleine Dienstag
- 2017: Nord Nord Mord – Clüver und die wilde Nacht (Fernsehreihe)
- 2017, 2020: SOKO Kitzbühel (Fernsehserie; Folgen: Hexenjagd, Abseits)
- 2019: A Gschicht über d’Lieb (Kinofilm)
- 2020: Hochzeitsstrudel und Zwetschgenglück (Fernsehfilm)
- 2021: Der Bergdoktor (Fernsehserie; Folge: Alles anders)
- 2023: Schnell ermittelt (Fernsehserie; Folge: Heidi Hofreiter)
- 2023: Universum History – Maria Theresias dunkle Seite – Die Vertreibung der Juden aus Prag (Fernsehserie)
- 2024: Landkrimi – Schnee von gestern (Fernsehreihe)
- 2024: SOKO Donau/SOKO Wien (Fernsehserie; Folge: Reine Routine)